# الإمبراطورية السويدية
الإمبراطورية السويدية (بالسويدية: Stormaktstiden) هي قوة عظمى أوروبية مارست السيطرة الإقليمية على معظم منطقة البلطيق خلال القرنين السابع عشر والثامن عشر. تُؤخذ عادةً بداية الإمبراطورية من حكم غوستافوس أدولفوس، الذي اعتلى العرش عام 1611، ونهايتها عند خسارة المناطق عام 1721 بعد الحرب الشمالية العظمى.
بعد موت غوستافوس عام 1632، سيطر على الإمبراطورية جزء من علية النبلاء، مثل عائلة أوكسينستيرنا، الذين تصرفوا كأوصياء على العرش للملوك القاصرين. تضادت مصالح علية النبلاء مع سياسة التوحيد (أي التمسك بالمساواة التقليدية في أوضاع العقارات السويدية التي يفضلها الملوك والفلاحين). في المناطق التي امتلكها حكم النبلاء بحكم الأمر الواقع، لم تُلغَ القنانة، وكان هناك اتجاه لإنشاء عقارات خاصة في الملكية السويدية. وضع الانتزاع الكبير عام 1680 نهايةً لجهود النبلاء وتطلب منهم إعادة العقارات التي اكتسبوها من التاج إلى الملك. بقيت القنانة مفروضةً في الدومنيونات المستولى عليها من الإمبراطورية الرومانية المقدسة وفي إستونيا السويدية، حيث أعاقت الاتفاقيات التي حصلوا عليها تطبيق سياسة التوحيد.
بعد الانتصارات في حرب الثلاثين عامًا، وصلت السويد إلى ذروة عصر القوة العظمى خلال حرب الشمال الثانية، بعد تحييد خصمها الأساسي، الدنمارك، بمعاهدة روسكيلد عام 1685 (الوقت التي كانت فيه الإمبراطورية السويدية في أكبر اتساع لها). ومع ذلك، في المسار الإضافي لهذه الحرب، وكذلك في الحرب السكونية اللاحقة، تمكنت السويد من الحفاظ على إمبراطوريتها فقط بدعم أقرب حليف لها، فرنسا. عزز كارل الحادي عشر ملك السويد الإمبراطورية. لكن الانحسار بدأ مع ابنه كارل الثاني عشر. بعد الانتصارات السويدية الأولية، أمّن كارل الإمبراطورية لبعض الوقت في صلح ترافندال عام 1700 ومعاهدة ألترانشات عام 1706، قبل الكارثة التي تلت حرب الملك في روسيا. وضع النصر الروسي في معركة بولتافا حدًا للتوسع السويدي شرقًا، وعند وفاة كارل الثاني عشر في عام 1718 تبقى فقط إقليم أضعف وأصغر بكثير. اختفت الآثار الأخيرة للأراضي القارية المحتلة خلال الحروب النابليونية، وانضمت فنلندا إلى روسيا في عام 1809.
في التاريخ السويدي القديم، كان غوستافوس أدولفوس وخاصة كارل الثاني عشر أبطالًا محاربين. تُعد السويد الدولة الإسكندنافية الوحيدة التي وصلت إلى وضع القوة العسكرية العظمى.

## الظهور كقوة عظمى
برزت السويد كقوة أوروبية كبرى تحت حكم أكسل أكسنسترنا والملك جوستافوس أدولفوس. نتيجة لاستحواذ الأراضي التي استولي عليها من روسيا والكومنولث البولندي الليتواني، إضافة لمشاركتها في حرب الثلاثين عامًا، وجدت السويد نفسها تتحول إلى زعيمة البروتستانتية.
خلال حرب الثلاثين عامًا، تمكنت السويد من غزو ما يقارب نصف الدول الأعضاء في الإمبراطورية الرومانية المقدسة. تغير معدل الغنائم عدة مرات. بعد هزيمتها في معركة نوردلينجن عام 1634، تضررت الثقة في السويد بين الولايات الألمانية التي تسيطر عليها، ورفضت العديد من المقاطعات المزيد من الدعم العسكري السويدي، تاركة السويد مع عدد قليل من المقاطعات شمال ألمانيا. بعد تدخل فرنسا إلى جانب السويد، تحولت الغنائم مرة أخرى. مع استمرار الحرب، ارتفع عدد القتلى المدنيين والعسكريين، وعندما انتهت، أدى ذلك إلى انخفاض كبير في عدد السكان في الولايات الألمانية. رغم عدم وجود تقديرات سكانية دقيقة، يقدر المؤرخون أن عدد سكان الإمبراطورية الرومانية المقدسة انخفض بنسبة الثلث نتيجة الحرب.
أسست السويد مستعمرات خارجية، بشكل أساسي في العالم الجديد. تأسست السويد الجديدة في وادي نهر ديلاوير عام 1638، وادعت السويد فيما بعد ملكية عدد من جزر الكاريبي. بُنيت سلسلة من الحصون السويدية ومراكز التجارة على طول ساحل غرب أفريقيا أيضًا، ولكن لم تُصمم للمستوطنين السويديين.

### صلح وستفاليا
في ختام حرب الثلاثين عامًا، منح صلح ويستفاليا عام 1648 أراضي للسويد كتعويضات عن الحرب. طالبت السويد بسيليزيا وبوميرانيا (التي كانت بحوزتها منذ معاهدة شتشين 1630)، وتعويض حرب قدره 20 مليون ريكسدالر.
من خلال جهود يوهان أوكسنستيرنا ويوهان أدلر سالفيوس، حصلت السويد على:
- بوميرانيا السويدية، الحصة السويدية من دوقية بوميرانيا السابقة منذ معاهدة ستيتين 1653، والتي تتكون من:
  - بوميرانيا الغربية، مع جزر روغن ويوزدوم وفولين، وكذلك مدن شتشين وغرايفسفالد وشترالزوند.
  - شريط من بوميرانا البعيدة على الجانب الأيمن من نهر أودر، بما في ذلك مدينتي دام وغولناوف، مع حق الخلافة لبقية بوميرانا البعيدة في حال انقراض آل هوهنتسولرن في براندينبرغ.
- مدينة فيسمار، مع مقاطعتي بود ونويكلوستر.
- الأسقفيات المعلمنة في بريمن-فيردن، مع بلدة فيلدسهاوز؛ وخمسة ملايين ريكسدالر.[6]

كان من المقرر عقد هذه الممتلكات الألمانية على أنها إقطاعيات للإمبراطورية الرومانية المقدسة. سمح هذا للسويد بالتصويت في البرلمان الإمبراطوري ومكنها من توجيه دائرة ساكسونيا السفلى بالتناوب مع براندنبورغ. علاوة على ذلك، أصبحت فرنسا والسويد ضامنين مشتركين للمعاهدة مع الإمبراطور الروماني المقدس وكُلفا بتنفيذ أحكامها، على النحو الذي سنه المؤتمر التنفيذي لنورنبرغ عام 1650.
بعد جهود برومسيبرو ووستفاليا، كانت السويد ثالث أكبر منطقة سيطرة في أوروبا من حيث المساحة، ولم تتجاوزها سوى روسيا وإسبانيا. وصلت السويد إلى أقصى حد إقليمي لها خلال هذه الفترة تحت حكم كارل العاشر غوستاف (1622-1660) بعد معاهدة روسكيلد في 1658.

## الدومنينون
نتيجة لثمانية عشر عامًا من الحرب، اكتسبت السويد ممتلكات صغيرة ومتفرقة، لكنها سيطرت على ثلاثة أنهار رئيسية في شمال ألمانيا -أودر وإلبه وفيزر - واكتسبت حقوق تحصيل رسوم تلك الشرايين التجارية المهمة. هناك سببان رئيسيان للتعويضات الصغيرة هما حسد فرنسا ونفاد صبر الملكة كريستينا. نتيجة لتدخل السويد، ساعدت السويد في تأمين الحرية الدينية في أوروبا للبروتستانت، وأصبحت قوة رائدة في البروتستانتية القارية لمدة 90 عامًا. تطلب رفع السويد إلى مرتبة قوة إمبريالية أن تظل ملكية عسكرية مسلحة لحالات الطوارئ المحتملة. يعني فقر السويد وتناثر سكانها أن البلد لم يكن مناسبًا للوضع الإمبراطوري. ومع ذلك، في منتصف القرن السابع عشر، مع وجود فرنسا كحليف قوي، لم يكن التعارض بين سلطاتها ومزاعمها واضحًا.

## التعزيز الداخلي
في ذلك الوقت، احتلت السويد موقعًا ضعيفًا في القيادة. قد تعني الحنكة السياسية الدقيقة الهيمنة الدائمة على شاطئ بحر البلطيق، لكنها لم تترك مجالًا كبيرًا للأخطاء. لسوء الحظ، تسبب الإسراف الذي خلفه خلفا جوستافوس أدولفوس المباشران، كريستينا وكارل العاشر جوستاف، في صعوبات كبيرة للإمبراطورية الجديدة. أدى الإسراف المالي الذي قامت به كريستينا إلى دفع الدولة إلى حافة الإفلاس، وتسببت الصعوبات المالية في اضطرابات عامة قبل تنازلها عنها. خشي الشعب السويدي من أن العظمة الخارجية والمصطنعة لبلدهم يمكن شراؤها مع فقدان حرياتهم المدنية والسياسية. نظر الشعب السويدي إلى ملك جديد لمعالجة مشكلة السلطة الكبيرة المخولة للنبلاء.
كان كارل العاشر غوستاف حكمًا قويًا بين الناس والنبلاء. كان في البداية جنديًا، وجه طموحه نحو المجد العسكري. لكنه كان أيضًا سياسيًا حاد النظر. وبينما ركز بشكل كبير على القوة العسكرية، فقد فهم أيضًا أن الوحدة الداخلية ضرورية لسياسة خارجية قوية.
كان السؤال المحلي الأكثر إلحاحًا هو انتزاع أو استعادة أراضي التاج المغتربة. في ريكسداغ الطبقات عام 1655، اقترح الملك أن على النبلاء أصحاب الملكيات التابعة للتاج إما: 1) دفع مبلغ سنوي قدره 200 ألف ريكسدالر من الأراضي التي سيحصلون عليها، أو 2) التنازل عن ربع الملكية نفسها، بقيمة ما يقارب 800 ألف ريكسدالر. كان النبلاء يرغبون في تجنب الضرائب ووافقوا على أن يكون يوم 6 نوفمبر 1632، يوم وفاة غوستافوس أدولفوس، هو الحد الذي يمكن من خلاله تحصيل الضرائب بأثر رجعي، وأنه لا ينبغي أن يكون هناك مزيد من استرداد الممتلكات التابعة للتاج. في مقابل ذلك، اعترضت الطبقات الدنيا التي تعرضت لضرائب زائدة، وكان لا بد من تعليق البرلمان. تدخل الملك، لا لقمع المشاعات، كما أصر مجلس الشيوخ، ولكن لإجبار النبلاء على الاستسلام. اقترح لجنة خاصة للتحقيق في الأمر قبل اجتماع ريكسداغ القادم وأنه يجب فرض مساهمة متناسبة على جميع الفصول في غضون ذلك. قبلت كلتا المجموعتين هذا الاقتراح.
بذل كارل العاشر غوستاف قصارى جهده للتعافي من الإسراف المالي الذي أحدثته كريستينا. ومع ذلك، ربما تسببت رغبته في المجد العسكري في مشاكل لبلاده. في ثلاثة أيام، أقنع الطبقات السويدية باحتمال هجومه على الكومنولث البولندي الليتواني. ومع ذلك، عندما غادر ستوكهولم إلى وارسو في 10 يوليو 1654، حصل على مجد شخصي أكثر من كونه ميزةً لبلاده. توسعت الحرب البولندية السويدية إلى حرب أوروبية عامة. حقق المرور فوق الأحزمة وظهر منتصرًا، لكنه مات من الإرهاق. مباشرةً بعد وفاته، عُين وصيًا على حكم السويد خلال فترة بلوغ ابنه وخليفته الوحيد، كارل الحادي عشر ملك السويد، الذي كان عمره أربع سنوات. تحرك مجلس الوصاية بسرعة لإنهاء الحرب مع أعداء السويد العديدين، والتي شملت روسيا القيصرية والكومنولث البولندي الليتواني وانتخابية براندنبورغ والدنمارك-النرويج.